# Paratrechina hubrechti
Paratrechina hubrechti är en myrart som först beskrevs av Carlo Emery 1922.  Paratrechina hubrechti ingår i släktet Paratrechina och familjen myror. Inga underarter finns listade i Catalogue of Life.